# Criollisme

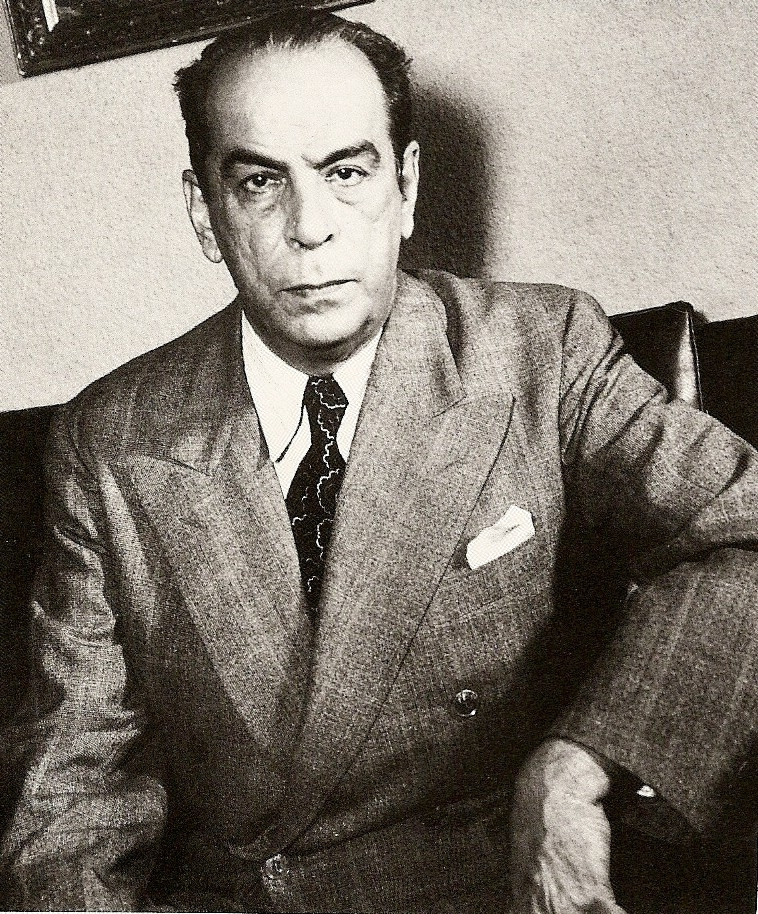
Rómulo Gallegos.

S'anomena criollisme (criollismo en espanyol) a un corrent literari d'Amèrica Llatina que reivindica les característiques dels criolls, i que, tenint diferents peculiaritats segons les èpoques i els països, va desenvolupar-se des de principis del segle xix fins al xx.